# Фернандес, Лоррейн
Лоррейн Фернандес (англ. Lorraine Fernandes, 24 декабря 1954) — индийская хоккеистка (хоккей на траве), полевой игрок.

## Биография
Лоррейн Фернандес родилась 24 декабря 1954 года. Происходит от португальских поселенцев Гоа.
В 1980 году вошла в состав женской сборной Индии по хоккею на траве на летних Олимпийских играх в Москве, занявшей 4-е место. Играла в поле, провела 5 матчей, забила 1 мяч в ворота сборной Австрии.

## Семья
Отец Лоррейн Фернандес Лоури Фернандес (1929—1995) также выступал за сборную Индии по хоккею на траве, в 1948 году стал чемпионом летних Олимпийских игр в Лондоне.